# Gott ist nicht tot – Ein Licht in der Dunkelheit
Gott ist nicht tot – Ein Licht in der Dunkelheit (Originaltitel: A Light in Darkness) ist ein christliches Filmdrama aus den Vereinigten Staaten unter der Regie von Michael Mason und der dritte Teil der Gott ist nicht tot-Filmreihe.

## Handlung
Nachdem Pastor David Hill aus dem Gefängnis entlassen wurde, kommt es zu Kontroversen um seine Kirche, die sich auf dem Gelände des Universitäts-Campus befindende St. James Church. Dies veranlasst die Universität, die Kirche zu schließen, um sie durch ein Studentenzentrum zu ersetzen. Dave und sein Freund, Pastor Jude, verklagen daraufhin die Universität, um St. James zu retten. Die Dinge verschlimmern sich, als der Student Adam Richertson, der über seine Trennung von seiner skeptischen Freundin Keaton frustriert und verärgert ist, einen Ziegelstein durch das Kellerfenster der Kirche wirft und so unbeabsichtigt ein Gasventil beschädigt. Pastor Jude wird schwer verletzt, als er durch Betätigung des Lichtschalters eine Gasexplosion auslöst. Durch das entstehende Feuer brennt das Kirchengebäude komplett aus und ist nicht mehr für den Gottesdienst zu gebrauchen. Dave kann seinen verletzten Freund noch aus dem brennenden Gebäude retten, aber Jude verstirbt kurz darauf. Adam ist bestürzt über sein Tat und überlegt, ob er gestehen soll, was ihn dazu bringt, sich wieder mit seiner Freundin zu verbinden.
Dave bittet seinen entfremdeten agnostischen Bruder, den Anwalt Pearce Hill, um Hilfe bei der Klage gegen die Universität. Pearce versucht, seinem Bruder zu erklären, dass es sich nicht lohnt, für diesen Fall zu kämpfen. Dave weigert sich, auf den Rat seines Bruders zu hören und führt den Fall vor Gericht. Nachdem keine Einigung mit der Universität erzielt werden konnte, wird ein Verhandlungstermin für die Klage festgelegt. Zur gleichen Zeit schickt Adam eine anonyme Textnachricht an Dave, in dem er den Anschlag auf die Kirche gesteht, was dazu führt, dass ein wütender Dave ihn körperlich angreift. Dies hat Auswirkungen auf seine Klage und die öffentliche Meinung; es führt dazu, dass Adam verhaftet und als Straftäter angeklagt wird. Der frustrierter Pearce reist ab und hat das Gefühl, dass Dave zu weit gegangen ist, und dass er nicht darüber nachdenkt, was andere Menschen durchmachen; er erklärt, wie verletzt er war, nachdem seine Familie ihn verdrängt hatte, weil er an seinem Glauben zweifelte.
Nachdem er durch Gebet Gottes Hilfe in der Kirche gesucht hat, erkennt Dave schließlich, dass sein Fall die Dinge nur noch schlimmer gemacht hat und dass St. James nicht die richtige Kirche für Gott und seine Anhänger ist. Er lässt seine Klage fallen, erreicht eine außergerichtliche Einigung mit der Universität, und nachdem er mit dem reuigen Adam gesprochen und sich mit Judes Familie beraten hat, bittet er schließlich darum, die Strafanzeige gegen Adam fallen zu lassen. Dave teilt den Demonstranten mit, dass St. James zwar abgerissen, aber eine neue Kirche an einer anderen Stelle wiedererrichtet wird.
In einer Post-Credit-Szene ermutigt Newsboys-Mitglied Michael Tait das Publikum, den Hashtag #Godsnotdead zu benutzen und das Evangelium mit allen zu teilen, um die Bewegung am Laufen zu halten.

## Produktion
Die Dreharbeiten fanden im Dezember 2017 rund um Little Rock in Arkansas statt. Schauplätze des Films war die University of Central Arkansas sowie der Campus des Hendrix College. Beide Hochschulen befinden sich in Conway, Arkansas.

## Rezeption

### Veröffentlichung
Der Film wurde am 30. März 2018 zusammen mit Acrimony und Ready Player One veröffentlicht. Die weltweiten Einnahmen an den Kinokassen betrugen 7,5 Millionen US-Dollar.

### Kritiken
Auf Rotten Tomatoes hat der Film eine Zustimmungsrate von 10 % basierend auf 20 Bewertungen und eine durchschnittliche Bewertung von 3,6/10. Auf Metacritic hat der Film die gewichtete Durchschnittspunktzahl 33 von 100, basierend auf Bewertungen von 9 Kritikern, was auf „allgemein ungünstige Bewertungen“ hinweist. Von CinemaScore befragte Zuschauer gaben dem Film eine Durchschnittsnote von „A−“ auf einer Skala von A+ bis F, obwohl auf dem Online-Portal Deadline Hollywood wie beim zweiten Film festgestellt wurde, dass „auf Glauben basierende Filme es leicht haben, eine Eins bei CinemaScore zu erreichen.“
Josh Terry von Deseret News gab Gott ist nicht tot – Ein Licht in der Dunkelheit eine gemischte Bewertung, und schrieb, dass der Film es „gut meint, aber er muss die Redaktion fallen lassen, seine Geschichte straffen und seine Botschaft für sich stehen lassen.“
Auch Owen Gleiberman vom Variety-Magazin gab eine gemischte Bewertung ab und schrieb: „Ich beobachte, dass Kritiker dazu neigen, glaubensbasierte Filme ein wenig zu reflexartig zu kritisieren, und dieser hier, für sich genommen, ist nicht schlecht in einer Fernsehfilmfutter-als-Parabel-Weise.“ Gleiberman schrieb positiv über die brüderliche Beziehung im Kern der Geschichte und lobte Corbett für seine Leistung.
Alissa Wilkinson klassifiziert die gesamte Filmreihe auf dem Nachrichtenportal Vox als ein komplexes Thema der Christenverfolgung, mit besonderer Kritik daran, wie Gott ist nicht tot – Ein Licht in der Dunkelheit  die Wahrheit über die echten Gerichtsverfahren verzerrt, die es namentlich überprüft.
The A.V. Club nahm Gott ist nicht tot – Ein Licht in der Dunkelheit in seine Liste der schlechtesten Filme des Jahres auf.

„Dritter Teil einer Filmreihe, die das wirklichkeitsferne Bild amerikanischer Christen zeichnet, die in der heutigen Gesellschaft Nachteile wegen ihres Glaubens erfahren. Einmal mehr irritiert der Film durch seine selbstgefällige Haltung, immerhin ist er im Vergleich zu den Vorgängern aber professioneller inszeniert und fällt letztlich versöhnlich aus.“